# آخ، راینلاند-پلاتی
آخ، راینلاند-پلاتی (به آلمانی: Aach, Rhineland-Palatinate) یک شهرداری در آلمان است.